# مولود كامل العبد
الدكتور مولود كامل العبد هو عالم عراقي في مجال علوم الزراعة، ولد 1934 في مدينة عانة وقتل عام 1981.
تخرج من كلية الزراعة عام 1956، وعين في قسم الحشرات في مديرية البحوث الزراعية في أبي غريب.
درس في الولايات المتحدة الأمريكية للفترة من 1962 إلى 1967، وحصل على درجة الماجستير من جامعة أريزونا ودرجة الدكتوراه من جامعة تكساس للزراعة والميكانيك.
عندما عاد إلى العراق سنة 1967، عمل في قسم الحشرات في وزارة الزراعة، وكان أول نقيب للزراعين في شباط 1968، ورئيس المؤسسة العامة للتنمية الزراعية ثم وزيرا للزراعة للفترة للفترة 31 كانون الأول 1969 حتى 7 آذار 1970.
عمل مساعدا لرئيس الجامعة المستنصرية سنة 1971، ثم سفيرا في جمهورية الصين الشعبية سنة 1972 ثم سفيرا في وزارة الخارجية العراقية.
نقل إلى كلية الزراعة في جامعة بغداد سنة 1974، إذ درس علم الحشرات وبيئة الحشرات للدراسات الأولية والعليا، كما أشرف على مجموعة من طلبة الماجستير والدكتوراه.
يذكر الكاتب فايز الخفاجي حادث اغتيال مولود كامل عبد ويذكر أن صدام حسين أمر باغتياله سنة 1981 ووجد مقتولا داخل سيارته.

## مؤلفاته
من مؤلفاته:
- المبيدات الكيمياوية في وقاية النبات، من تأليف الدكتور خالد محمد العادل والدكتور مولود كامل عبد. نشر سنة 1979[5]